# 罗维奥娱乐
罗维奥娱乐（英語：Rovio Entertainment Corporation，之前名为“Relude”及“Rovio Mobile”）是一家总部设在芬蘭埃斯波的电子游戏开发商、发行商和分销商。该公司在2003年以移动电子游戏开发工作室的名义成立。該公司最有名的電子遊戲產品為憤怒鳥。現為日本電子遊戲公司世嘉的旗下子公司。

## 公司历史
於2003年，赫尔辛基科技大学（今阿尔托大学）的三位學生尼克拉斯·赫德、亚尔诺·韦凯韦伊宁和金·迪克尔特於参与了一个手机游戏开发大赛程序集演示会。這個比赛是由诺基亚和惠普公司贊助。這三人以他們設計的实时多人游戏「白菜世界之王」勝出了這個比賽。因此，他們便与尼克拉斯·赫德的堂兄米卡埃尔·赫德一道開設了自己的公司理路迪（Relude），並他們將白菜世界之王售予苏美亞（今数码巧克力的子公司）。而苏美亞則把遊戲重新命名為「鼹鼠战争」並成為了世界上首個商业化的实时多人手机游戏。於2005年1月，理路迪从天使投资者手中得到了它的第一筆资金，並且不久將公司重新命名為「Rovio Mobile」。
2009年米卡埃尔·赫德成为CEO。於2009年初，Rovio因產品銷情慘淡而接近破產的邊緣。因此，Rovio的遊戲開發人員便盡量設計一個能夠幫助公司起死回生的遊戲。Rovio在2009年12月发布了其第52个游戏憤怒鳥，一款為iPhone设计的弹弓益智游戏。该游戏在六个月之后便排名App Store中付费下载的第一名，并在之后的几个月内占据在排行榜中。憤怒鳥至今累積逾10億次下載，而收費下載次數更佔了全部下載次數逾25%，致使憤怒鳥成為了App Store上收費下載次數最多的应用程序之一。
自2010年10月起，Rovio便開始發行多個憤怒鳥的衍生遊戲，至今共發行了約二十個遊戲。
於2011年3月，Rovio從阿克塞尔合伙公司、阿托米科和菲利西斯风险投资公司手中筹集了總值4200万美元的风险投资资金。於2011年7月，Rovio正式更名為「罗维奥娱乐有限公司」。在2011年6月，该公司聘请了大衛·梅塞爾来带领《愤怒的小鸟大电影》的制作。Rovio在2011年10月时收购了一家设在赫尔辛基的动画公司Kombo。收购该动画公司的目的是用来制作在2012年发行的一系列简短视频。於2012年3月，Rovio收購了Futuremark公司旗下专门开发游戏的分支——Futuremark游戏工作室，其收购金额不详。
於2012年5月9日，Rovio宣布憤怒鳥的總下載次數突破十亿次。在2012年7月，Rovio宣布与动视在电子游戏机和手持游戏机上合作发行最初的三款愤怒鸟游戏，并称之为愤怒鸟三部曲，於2012年9月发行。
2013年3月，Rovio开通了多平台的ToonsTV频道，并首播了愤怒的小鸟卡通片。在2013年Rovio成为了一个电子游戏发行商，并通过其Rovio Stars项目来发行第三方的游戏。
2014年1月Rovio宣布其愤怒的小鸟系列游戏已达到20亿下载次数。有人宣称愤怒的小鸟系列把数据泄露给了第三方公司，甚至有可能泄露给美国国家安全局等监控部门。反对美国国家安全局的黑客入侵了Rovio的网站。
2014年5月Rovio成立了一个新的发行分支——Rovio LVL11——来发布一些试验性的游戏。在Rovio LVL11名义下发布的第一款游戏是Retry，第二款则是Selfie Slam。在2014年6月，Rovio认定自己不仅是一个游戏公司，而是一个娱乐公司。这个得到公司财务报表中得到验证：2013年公司2.16亿美元的营业额中有一半是来自附带商品和授权业务。
2014年8月Rovio宣布米卡埃尔·赫德将在2015年1月退下CEO的职位，并由佩卡·兰塔拉接任。赫德继续作为Rovio的董事会成员，并担任Rovio动漫的董事长职务。由于其最新的游戏Angry Birds Epic和Go!推出后效益不如之前的游戏，Rovio在2013年的净利润减半，于是公司宣布在2014年12月裁员110人。在这之后，Rovio宣布关闭其在坦佩雷的工作室，并把那里业务迁至埃斯波的办公楼。在2014年底Rovio遭受了73%的利润下降，只赚到一千万欧元。佩卡·兰塔拉解释道利润下降的原因是愤怒的小鸟授权产品和副产品销售量不尽人意。他也提出道“公司对我们的授权业务不满意”。当愤怒的小鸟玩具和授权产品的销售量在2014年下跌了43%后，Rovio在2015年8月在世界范围内裁员260人。在2015年12月，兰塔拉宣布他将退下CEO的职位，原主管法律事务的卡蒂·勒沃兰塔将在2016年接任CEO。
2017年1月16日Rovio在伦敦开设了一个专注大型多人在线游戏的工作室。2017年2月15日，Rovio宣布将重整其动漫部门，并将至少裁员35个岗位。在2017年3月，有Rovio前任CEO米卡埃尔·赫德创办的Kaiken Entertainment公司收购了Rovio的动漫部门。2017年3月的公司报告指出，由于《愤怒的小鸟大电影》及最近发布的电子游戏的成功，公司又开始盈利，其营业额达到2亿零1千万美元。
2017年凯·赫德退下董事长职位，由米卡·伊哈莫蒂拉接任。
2017年9月5日，Rovio宣布准备上市，2017年10月，Rovio的股票开始在纳斯达克赫尔辛基交易所交易。
2023年4月，世嘉宣布将以7.06亿欧元（约7.76亿美元）的价格收购Rovio，該交易於8月18日完成，Rovio從此成為世嘉的子公司，並在納斯達克赫爾辛基交易所退市。

## 產品

### 憤怒鳥系列
參見條目憤怒鳥系列

### 其他產品
| 名稱                     | 平台             | 年份   |
| ------------------------ | ---------------- | ------ |
| Battle Bay               | iOS、安卓        | 2017年 |
| Nibblers                 | iOS、安卓        | 2015年 |
| 神奇的阿力               | iOS、安卓        | 2012年 |
| 弹跳进化                 | 諾基亞 N900      | 2009年 |
| 弹跳传说                 | N-Gage           | 2009年 |
| 轻触弹跳                 | N-Gage           | 2009年 |
| 弹跳博英之旅             | N-Gage           | 2008年 |
| 汉堡火拼                 | J2ME             |        |
| 火爆狂飙                 | J2ME             | 2007年 |
| 崩溃混乱                 | J2ME             |        |
| 网络血液                 | J2ME             |        |
| 最黑暗的恐惧             | iOS、J2ME        | 2005年 |
| 最黑暗的恐惧2            | J2ME             |        |
| 最黑暗的恐惧3            | J2ME             |        |
| 沙漠狙击手               | J2ME             | 2006年 |
| 龙与玉                   | J2ME             |        |
| GP方程式赛车             | J2ME             |        |
| 宝石掉落                 | J2ME             | 2008年 |
| 海洋狙击手               | J2ME             |        |
| 鼹鼠战争                 | J2ME             |        |
| 极品飞车：碳             | J2ME             | 2006年 |
| 付费杀                   | J2ME             |        |
| 纸飞机                   | J2ME             | 2008年 |
| 守护天使                 | J2ME             |        |
| 玩乐男子冬季运动会       | J2ME             |        |
| 疯狂购物                 | J2ME             | 2008年 |
| 宇宙冲击：流星之盾       | 诺基亚N97、 J2ME |        |
| 天星海洋                 | J2ME             | 2007年 |
| 蘇美亞滑雪跳台           | J2ME             |        |
| 斯瓦特精锐部队           | J2ME             |        |
| 美海军陆战队侦察兵狙击手 | J2ME             | 2006年 |
| 托托米                   | iPhone、J2ME     |        |
| 缅甸战争日记             | J2ME             |        |
| 鱼雷战争日记             | J2ME             |        |
| 沃尔夫月亮               | J2ME             |        |
| X因素2008                | J2ME             |        |

## 外部連結
- 官方网站 （英文）
- CrunchBase profile（页面存档备份，存于） （英文）
- 财经故事：芬兰“国宝”押注电影 愤怒鸟谋百亿上市（页面存档备份，存于）
- 同样诞生在芬兰，为什么这两家全球闻名的游戏公司命运如此不同？（页面存档备份，存于）